# Свинкин, Иван Иосифович
Ива́н Ио́сифович Сви́нкин (1820—1889) — русский вице-адмирал, георгиевский кавалер.

## Биография
Родился в 1820 году в семье в семье потомственного дворянина, контр-адмирала Свинкина Иосифа Ивановича.

## Служба
18 декабря 1834 года произведён в гардемарины Черноморского флота, зачислен на люггер «Поти». В 1835—1836 годах продолжил службу на фрегате «Варна» и корвете «Ифигения».
2 февраля 1838 года произведён в чин мичмана с переводом на Балтику. В 1838—1839 годах служил на корабле «Гангут». В 1840 году совершил переход из Архангельска в Кронштадт на транспорте «Мста». В 1841—1842 годах служил на кораблях «Гангут» и «Не тронь меня».
18 апреля 1842 года произведен в лейтенанты флота с переводом в Каспийскую флотилию. В 1843 году командовал 8-пушечным бригом «Мангишлак», на котором совершал плавания между портами Каспийского моря.
В 1845 году назначен командиром нового парохода «Тарки». В этот же год на пароходе перевозил больных Кавказского отдельного корпуса между Астраханью и Тарки. В 1846 году доставил из Астрахани в Энзели подарки персидскому шаху от российского императора. В 1847—1851 годах, командуя этим же пароходом, совершал плавания между каспийскими портами.
16 января 1852 года назначен командующим Астрабадской станцией. 6 декабря 1851 года произведён в капитан-лейтенанты и в 1852—1855 годах командовал отрядом военных судов в Астрабадском заливе Каспийской флотилии держа свой брейд-вымпел на пароходе «Волга» и бриге «Мангишлак». 19 сентября (1 октября) 1852 года командовал отрядом судов Каспийской флотилии в сражении с туркменскими войсками у аула Гассан-Кули. В 1854 году вернулся на должность командира почтового парохода «Тарки», совершая рейсы между портами восточного берега Каспийского моря.
4 июня 1856 года переведён в Балтийский флот с прикреплением к инспекторскому департаменту Морского министерства. 7 мая 1857 года отчислен со службы для работы на коммерческих судах. 3 декабря 1860 года вернулся на действительную службу и в этот же день назначен командиром пароходо-фрегата «Смелый». 23 апреля 1861 года произведён в капитаны 2-го ранга. 24 июля 1861 года назначен кронштадтским полицмейстером, при оставлении состоять по флоту. 1 января 1864 года произведён в капитаны 1-го ранга с оставлением в прежней должности.
25 января 1865 года переведён на Каспий с назначением командиром 1-го Каспийского флотского экипажа. Позже возвращён в Балтийский флот с зачислением в 8 флотский экипаж. 1 января 1869 года назначен командиром 4 флотского экипажа.
1 января 1872 года произведён в контр-адмиралы с назначением командиром Бакинского порта. В 1873 году принимал участие в обеспечении похода на Хиву, а в 1880 году — в обеспечении Ахал-Текинской экспедиции.
14 (26) июня 1880 году С. О. Макаров писал:

Командир Бакинского порта контр-адмирал Свинкин, по-видимому мной доволен и весьма снисходительно относится к моим просьбам. О всех делах я пишу ему самыми подробными донесениями и частными письмами и не делаю ни одного важного предложения, не посоветовавшись и не спросив мнения Ивана Осиповича (Иосифовича). По окончании Кара-Бугазской экспедиции я хочу проехать в Баку, чтобы лично переговорить с ним о многом предстоящем.
1 января 1883 года вышел в отставку с производством в вице-адмиралы.
Иван Иосифович Свинкин скончался в 1889 году в Санкт-Петербурге. Погребён на Новодевичьем кладбище в Санкт-Петербурге вместе с дочерью. Там же записан внук его — Иван Васильевич Болдырев (1878—1905), служивший в чине «прапорщика по морской части» вахтенным офицером на эскадренном броненосце «Ослябя» и погибший в Цусимском сражении.

## Награды
- Орден Святой Анны 3 степени (1846)
- Орден Святого Владимира 4 степени с бантом (1852) «за отличие, оказанное в сражении с враждебными туркменами у прибрежья Гассан-Кули»
- Орден Святой Анны 2 степени (1853)
- Орден Святого Станислава 2 степени (1856)
- Императорская корона к ордену Святой Анны 2 ст. (1865)
- Крест за службу на Кавказе (1865)
- Орден Святого Владимира 3 степени с мечами (1867)
- Персидский орден Льва и Солнца 1 степени (1873)
- Карманные часы с портретом персидского шаха (1873)
- Орден Святого Станислава 1 степени (1874)
- Орден Святой Анны 1 степени (1876)
- Орден Святого Владимира 2 степени (1880)
- Орден Белого Орла (1884)
- Подарок с вензелевым изображением Имени Его Величества (1888)
- Орден Святого Георгия 4-й степени